# عقاب کوهستان
عقاب کوهستان (انگلیسی: The Mountain Eagle) فیلمی صامت در ژانر تریلر به کارگردانی آلفرد هیچکاک است که در سال ۱۹۲۶ منتشر شد. از بازیگران آن می‌توان به نیتا نالدی اشاره کرد. این فیلم بیشتر در استودیوهای فیلم Emelka در مونیخ، آلمان در پاییز ۱۹۲۵، با صحنه‌های بیرونی در روستای Obergurgl در ایالت تیرول اتریش تهیه شد. هیچکاک به دلیل تهیه فیلم در آلمان، آزادی کارگردانی بیشتری نسبت به انگلستان داشت و تحت تأثیر سبک و تکنیک سینمای آلمان قرار گرفت.
این فیلم هم‌اکنون، یک فیلم گمشده است.

## اهمیت
ویلیام روتمن هر دو فیلم باغ لذت و عقاب کوهستان را «به یک اندازه شایسته مطالعه» می‌داند.. کمیسیون فیلم Cine Tirol عقاب کوهستان را به عنوان «تحت تعقیب‌ترین فیلم در جهان» توصیف کرده است.